# Томсон, Джеймс (поэт, 1700)
Джеймс Томсон (англ. James Thomson; 11 сентября 1700 — 27 августа 1748) — шотландский поэт и драматург, известный в первую очередь благодаря своему произведению «Времена года» (англ. The Seasons). Томсон является автором слов знаменитой британской патриотической песни «Правь, Британия, морями!».
С 1715 по 1719 год учился в Эдинбургском университете, где изучал латынь, греческий язык, философию. После окончания университета жил в Эдинбурге, стал членом литературного кружка Grotesque Club. Публиковал стихи в Edinburgh Miscellany. В 1725 году переехал в Лондон вместе с другом, поэтом Дэвидом Моллетом.

## Времена года
Первую поэму из цикла «Времена года», «Зима», Томсон опубликовал в 1726 году. В 1727 году вышла вторая часть, «Лето»; в 1728 году — «Весна», и последняя часть, «Осень», вышла в 1730 году. Впоследствии авторские права на данное литературное произведение стали основанием для двух судебных споров, которые стали важными этапами развития авторского права — Миллар против Тэйлора и Дональдсон против Беккета.
Немецкий поэт Бартольд Брокс перевёл поэму Томсона на немецкий язык. Этот перевод позднее лёг в основу одноимённого произведения австрийского поэта и дипломата Готфрида ван Свитена, который в свою очередь был использован в качестве либретто для оратории Гайдна «Времена года» (1801).